# Мисс Интернешнл 1994

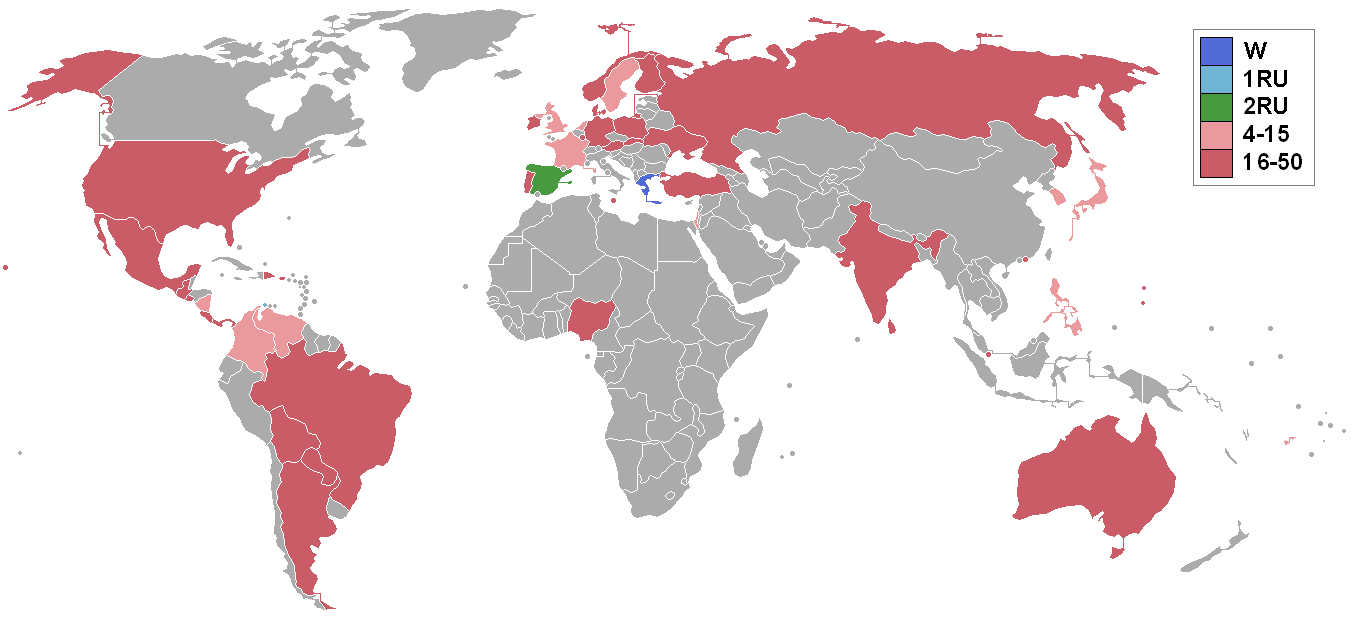
Страны-участницы Мисс Интернешнл

Мисс Интернешнл 1994 (англ. Miss International 1994) — 34-й международный конкурс красоты Мисс Интернешнл, проводился 4 сентября 1994 года в городе Исе, Япония. Победительницей стала Кристина Лекка, первая девушка из Греции.

## Награды
| Финальные результаты | Участница |
| -------------------- | --- |
| Мисс Интернешнл 1994 | - Греция — Кристина Лекка |
| 1-я вице-мисс        | - Аруба — Александра Очоа Хинкапи |
| 2-я вице-мисс        | - Испания — Кармен Мария Висенте Абильям |
| Полуфиналистки       | - Великобритания — Аманда Луиз Джонсон - Колумбия — Александра Битанкур Марин - Фиджи — Сунита Деви - Франция — Натали Перейра - Нидерланды — Сабина Те Верде - Израиль — Низан Киршенбойм - Япония — Томоми Ханамура - Республика Корея — Хьён А Сунг - Никарагуа — Луиза Амалия Уркуйо Лакайо - Филиппины — Альма Карвахаль Консепсьон - Швеция — Мирья Кристина Хаглоф - Таиланд |

## Специальные награды
| Награда                    | Участницы                                |
| -------------------------- | ---------------------------------------- |
| Лучший Национальный костюм | - Парагвай — Ханин Элена Пейрат          |
| Мисс Дружба                | - Филиппины — Альма Карвахаль Консепсьон |
| Мисс Фотогеничность        | - Республика Корея — Хьюн А Сунг         |

## Участницы
| - Аргентина — Алисия Андре Рамон (Universe 93) - Аруба — Александра Очоа Ханкапи (Universe 94) - Австралия — Ребекка Анн Джакис - Австрия — Керстин Заттлер - Боливия — Мария Рени Давид - Бразилия — Ана Паула Баррот - Колумбия — Александра Битанкур Марин - Коста-Рика — Сильвия Эстер Муньос Мата (World 94) - Дания — Биргитта Бродум Йенсен - Доминиканская Республика — Алексия Локхарт - Сальвадор — Наталья Гутьеррес Мунгуя - Фиджи — Сунита Деви - Финляндия — Марья Ханнеле Вуористо - Франция — Натали Перейра - Германия — Виола Тушардт - Великобритания — Аманда Луиз Джонсон (World 93; 3rd RU Europe 94) - Греция — Кристина Лекка - Гуам — Надин Тереза Гогу - Гватемала — Вивиан Мариела Кастаньеда - Гавайи — Джульет Локелано Кахикина Раймундо - Нидерланды — Сабина Те Вреде - Гонконг — Дороти Нг Со-Шан - Индия — Франческа Мэрилинн Харт - Ирландия — Джули Алисия Стокес - Израиль — Ницан Киршенбоим - Япония — Томоми Ханамура | - Республика Корея — Сунг Хьюн-а - Люксембург — Санди Вагнер (Universe и Europe 94) - Мальта — Илэйн Ланзон - Мексика — Лилия Элисабет Уэско Гвахардо - Никарагуа — Луиса Амалия Уркуйо Лакаой (Universe 93) - Нигерия — Джамилла Харуна Данзуру (Miss Ghana at World 91 and Universe 93) - Северные Марианские Острова — Мэри Мишель Манибусан - Норвегия — Анна Вибехе Хоэль - Панама — Динора Асеведо Гонсалес - Парагвай — Ханин Элена Пейрат Сколари (World 94) - Филиппины — Альма Карвахаль Консепсьон - Польша — Илона Фелицжанска - Португалия — Соня Мария Аргиш Абел - Пуэрто-Рико — Элис Мерседес Ли - Россия — Елена Вячеславовна Горбачёва - Сингапур — Джойкелин Чинг Чинг Тео - Словакия — Николета Месцаросова (SF Europe 94; Universe 95) - Испания — Кармен Мария Висенте Абильям - Шри-Ланка — Шармилла Тамара Кариявасам - Швеция — Мирья Кристина Хаглёф - Турция — Айзин Альбаярак - Украина — Елена Владимировна Бакаева - США — Карен Критсти Дойл - Венесуэла — Милка "Елисава" Чулина Урбаниш (2nd RU Universe 93) |

## Не участвовали
- Эквадор — Приссилья Руис
- Гондурас — Глория Ондина Ривера